# 桐山えりな
桐山 えりな（きりやま　えりな、1990年1月10日 - ）は、神奈川県出身の日本の元タレント、元コスプレイヤーである。日本、韓国、オーストラリアのクォーターで、別名 iveLia（イヴェリア）。

## 経歴

### タレント
- 2008年、YndYs所属。バラエティ番組や、映画、ミュージックビデオ、ラジオ、イベント等でタレント活動。また、ユニット名 『モーレツ☆Gals』の一員として音楽活動。
- コスプレネーム iveLia（イヴェリア）としてコスプレイヤーとしても活動していた。[要出典]。

### 事業
- 2017年5月、マキシタレンシー合同会社取締役に就任。(設立：2016年7月)
- 2018年5月1日、外国人・ハーフモデル＆タレントのマネジメント・キャスティングおよび国内外の外国人インフルエンサーマーケティング事業を、TWIN PLANET Co.,Ltd.（ツインプラネット） へ事業譲渡。（関連記事）
- 2021年、ロシア人タレント 小原ブラスが代表を務める、外国人タレント事務所株式会社Almost Japaneseにてマネジメント事業を務めている。[要出典]。

## 人物
- 2008年から 2017年まで タレント活動をしていた。
- BANDAINAMCOプロデュース『アニON STATION』東京、名古屋、大阪支店でMC（VJ、DJ）を務めていた。[要出典]。

## 出演

### テレビ
- アンジャッシュ、クリス松村、吉木りさ出演、年末特番 『恋愛予想・ラブゲーム ジャパンモテカップ2012』（2012年12月、関西テレビ） - ゲスト出演[要出典]。

### ネット番組
- 「もっとファッショナリズム」（2012年10月、ustream） - ゲスト出演[要出典]。
- 松竹芸能 セバスチャン (お笑い芸人) 総合司会 『モーレツ☆Saturday』（2013年1月～3月） - レギュラー出演[要出典]。
- 『GOLD RUSH』（2013年5月） - レギュラー出演[要出典]。

### ラジオ
- 「映画監督 東真司の情報メニュー！」（2012年11月、WALLOP放送局）- ゲスト出演[要出典]。
- 「2-HANDの一期一会」（2015年10月、東京ネットラジオ）- ゲスト出演[要出典]。

### 映画
- 佳本周也監督作品、映画「GFG～ゴールデン・ファンキーガール～」（2012年9月、シネマート六本木）-　出演[要出典]。
- oneYtwoH企画・制作作品、短編映画「ナツ恋～natsukoi～」（2014年秋、世界5カ国配信販売）-　ヒロイン出演[要出典]。

### PV・MV
- 「P.P.M. / GACKY」（2016年5月）- 出演[要出典]。
- 「O.C.I.R.I.S / She-Rythm」 （2017年5月） - 出演[要出典]。

### ユニット
- 『モーレツ☆Saturday』から生まれた6人組のガールズユニット「モーレツ☆ギャルズ」として活動（2013年）

女優、アイドル、グラビアアイドル、タレント等が集まったユニットで、主な活動はライブ、バラエティ。

### コラム
- ENSOKU コラム「【漫画講座】半日でオリジナル4コマ漫画を完成させたお話！」（2015年12月）
- ENSOKU コラム「【レポーター】ニコニコ超パーティー2016」（2015年11月）
- ZAKZAK 連載コラム 【外国人が見るニッポン】「スーパーミックス あなたは何人」（2017年6月）

### イベント
- 吉田悠軌出演「アキバ女子怪」（2012年9月）- ゲスト出演
- 「Japan Music Festival× 全国合同成人式 @ZEPP DiverCity Tokyo」 （2013年3月）- LIVE出演
- 「echoes of spirit」予選ライブ大会（2014年9月）
- 「イルミネーション点灯イベント」（2015年12月）- 外国人踊ってみた出演
- ｢ニコニコ超会議」KADOKAWA電撃文庫ブースモデル（2016年4月）
- 「なりソングランプリ2016」（2016年8月）- 出演

## 音楽

### シングル
- モーレツ☆Gals、1stシングル 『モーレツ☆ゼンカイ』（iTunes）
- 2ndシングル 『迷わず行けよ、行けばわかるさ』（iTunes）

## 写真集
- デジタル個人写真集「桐山えりな」（2014年8月）-　販売